# كشك التقبيل 2
كشك التقبيل 2 (بالإنجليزية: The Kissing Booth 2)‏ هو فيلم كوميدي رومانسي أمريكي من إخراج فينس مارسيلو وبطولة جوي كينج، جويل كورتني وجاكوب إيلوردي، صدر الفيلم على منصة نتفليكس في 24 يوليو 2020.

## قائمة الممثلين
- جوي كينج بدور ايل ايفانز.
- جويل كورتني بدور لي فلين.
- جاكوب إيلوردي بدور نواه فلين.
- مايسي ريتشاردسون-سيلرز بدور كلوي وينثروب.
- مولي رينجوالد بدور السيدة فلين.
- ميغان يونغ بدور راشيل.
- كاي لوك برومر بدور باري.

## روابط خارجية
كشك التقبيل 2 على موقع IMDb (الإنجليزية)
- كشك التقبيل 2 على موقع ميتاكريتيك (الإنجليزية)
- كشك التقبيل 2 على موقع روتن توميتوز (الإنجليزية)
- كشك التقبيل 2 على موقع نتفليكس (الإنجليزية)
- كشك التقبيل 2 على موقع ألو سيني (الفرنسية)
- كشك التقبيل 2 على موقع فيلمافينيتي (الإسبانية)
- كشك التقبيل 2 على موقع قاعدة بيانات الفيلم (الإنجليزية)
- كشك التقبيل 2 على موقع ليتربوكسد (الإنجليزية)
- كشك التقبيل 2 على موقع كينوبويسك (الروسية)